# 令狐定
令狐定（8世纪？—856年），字履常，唐朝官员，出自敦煌令狐氏，自称令狐德棻之后裔。绵州昌明县令令狐崇亮之孙，太原府功曹參軍令狐承簡（字居易）之子，令狐楚之弟。
元和十一年（816年）进士及第，多次被征辟入节度使府。太和九年（835年），以驾部郎中转任职方员外郎、弘文馆直学士。甘露之变爆发，王璠子王遐休当天就职，令狐定和刘轲、刘軿、仲无颇、柳喜前去祝贺，被神策军乱兵抓获，令狐定等人辩解，军士以其兄令狐楚为尚书仆射，释放了他，诛杀了王遐休。后来历任检校右散骑常侍、桂州刺史、桂管都防御观察等使。大中十年（856年）十月，桂管观察使令狐定去世，赠礼部尚书。

## 子孙
- 令狐緘，字識之
  - 令狐渢，字中化
  - 令狐湘
  - 令狐澄，以进士登第，累辟使府